# Bartolomeo Montagna

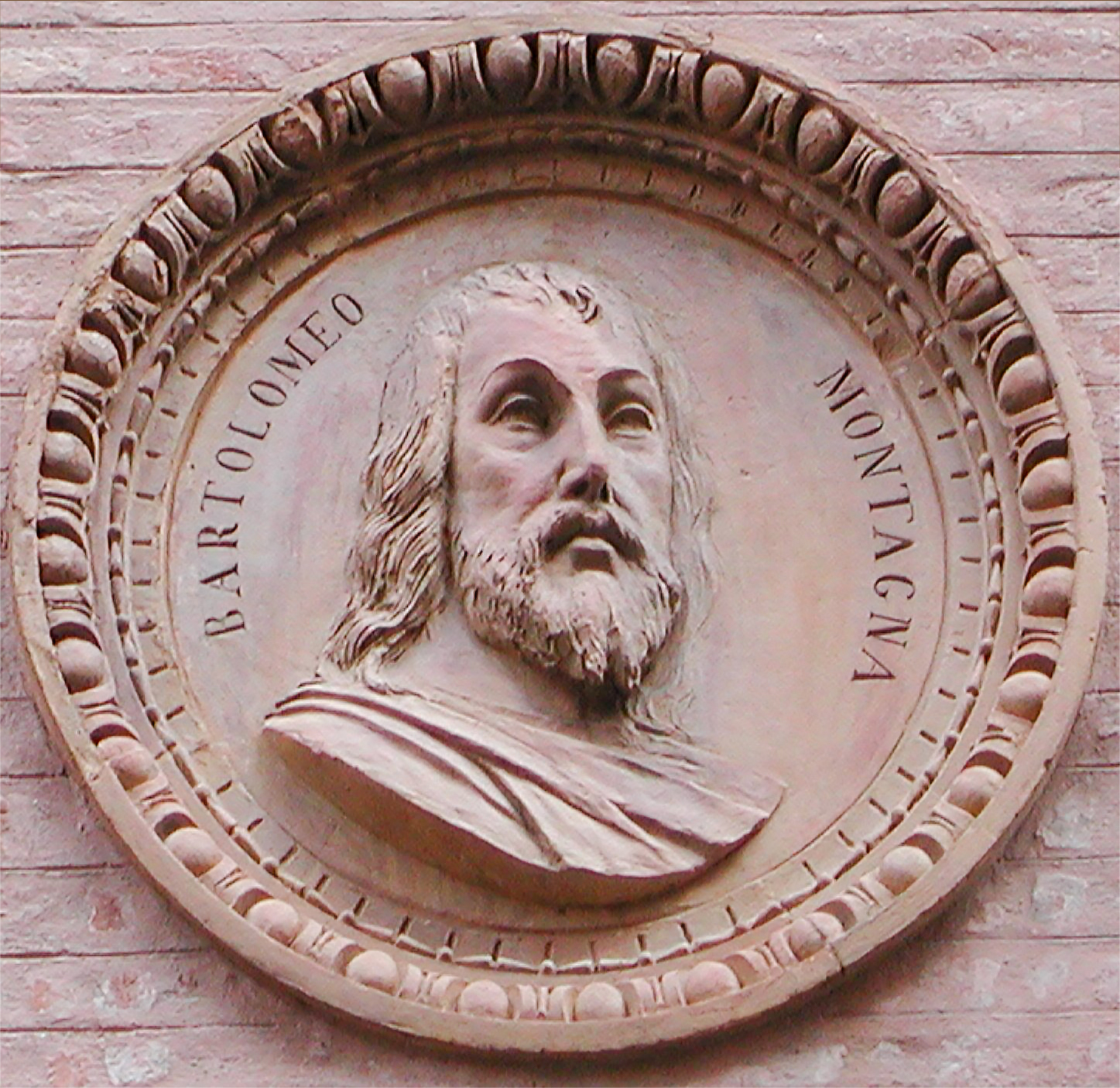
Afbeelding van Bartolomeo Montagna op het Palazzo Thiene in Vicenza

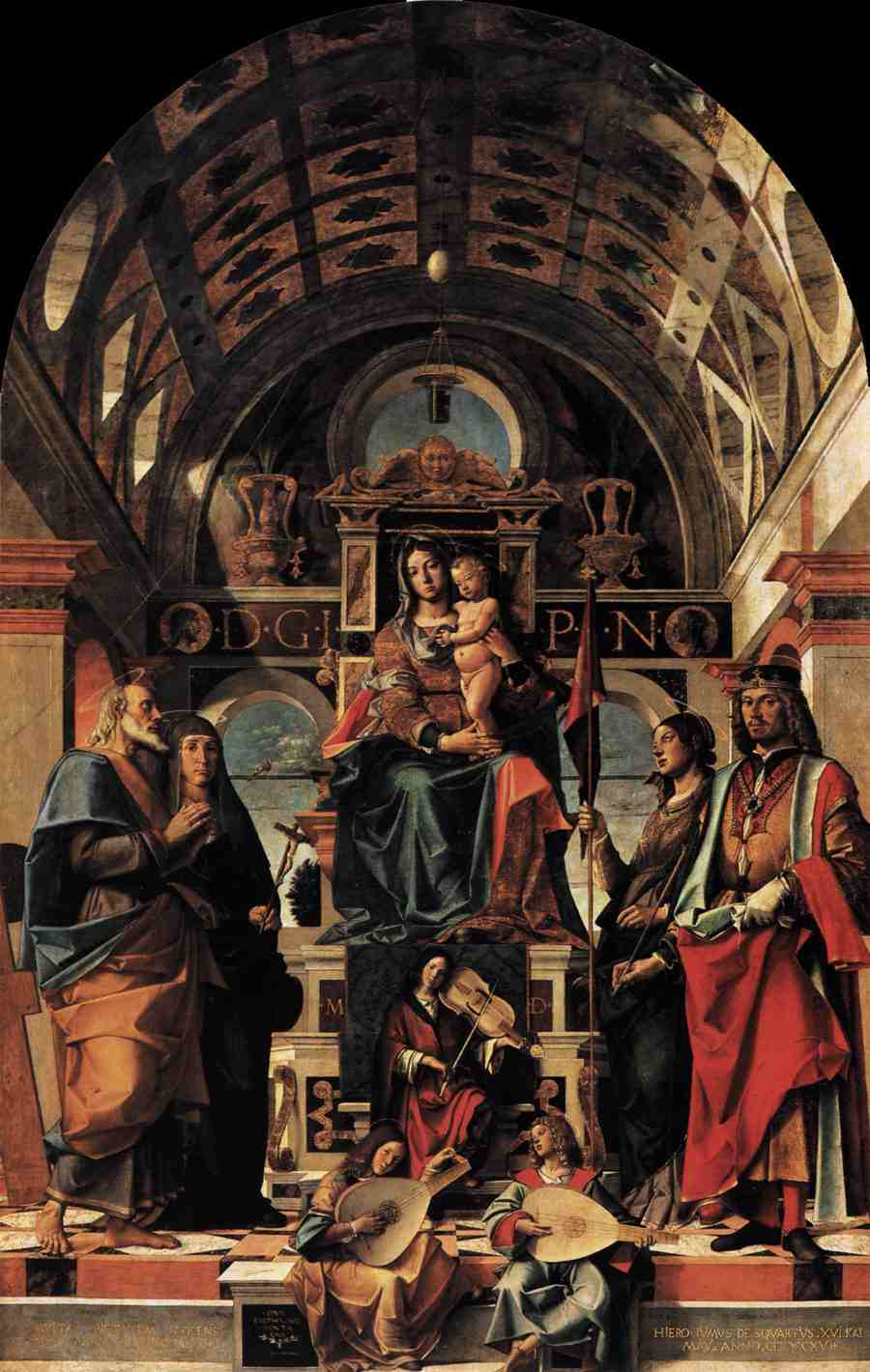
Tronende Madonna met Kind in de Pinacoteca di Brera

Bartolomeo Montagna (Orzinuovi, Brescia, ca. 1450 - Vicenza, 11 oktober 1523) was een Italiaans kunstschilder.
Montagna was vanaf 1480 actief in Vicenza en werkte later ook in Venetië. Zijn werk werd beïnvloed door Carpaccio en Mantegna. Mogelijk heeft hij rond 1490 gewerkt in het atelier van Giovanni Bellini. Montagna stichtte een schildersschool in Vicenza. Hij was de vader en leermeester van de graveur Benedetto Montagna.
Tot Montagna's bekendste werken behoren het Maria-altaar in de Pinacoteca di Brera in Milaan, een piëta in Vicenza en een aantal fresco's in Verona.